# Manuel Fischer
Manuel Fischer (* 19. September 1989 in Aalen) ist ein deutscher Fußballspieler.

## Karriere

### Vereine
Fischer begann seine Laufbahn als Fußballspieler beim SV Ebnat aus dessen C-Jugend er im Jahre 2002 in die des SSV Ulm 1846 wechselte. 2004 ging es für ihn weiter in die Nachwuchsabteilung des VfB Stuttgart. 2005 kehrte er nach einer – auch aufgrund einer Verletzung – eher enttäuschenden Saison zurück zum SSV Ulm. Das Jahr darauf nahm er erneut Anlauf in der A-Jugend des VfB Stuttgart und sammelte bereits in der Saison 2006/07 – noch als A-Jugendlicher – erste Erfahrungen in der zweiten Mannschaft des VfB Stuttgart in der Regionalliga Süd.
Am 12. Dezember 2007 gab er in der Champions League gegen den FC Barcelona im Camp Nou sein Profidebüt, am 16. April 2008 debütierte er in der Bundesliga gegen den 1. FC Nürnberg. In seinem zweiten Einsatz erzielte er am 17. Mai 2008 (34. Spieltag) gegen Arminia Bielefeld seinen ersten Ligatreffer. Seitdem kam er jedoch über Kurzauftritte für die Bundesligamannschaft nicht hinaus und war überwiegend für die zweite Mannschaft im Einsatz.
Am 4. Juli 2008 unterschrieb Fischer beim VfB einen bis Juni 2011 datierten Profivertrag. Am 6. Januar 2009 verlieh der VfB Fischer bis Ende Juni 2009 an die TuS Koblenz. Nach seiner Rückkehr spielte Fischer für die zweite Mannschaft des VfB.
Zur Saison 2010/11 wurde Fischer für ein Jahr an Wacker Burghausen verliehen. Nach einer schweren Knieverletzung kurz nach Saisonbeginn wurde er an Meniskus und Kreuzband operiert. Am 31. Januar 2011 wurde der Leihvertrag vorzeitig aufgelöst.
Nachdem Fischer seine Reha in Stuttgart abgeschlossen hatte, spielte er bis zum Ende der Saison 2010/11 bei der zweiten Mannschaft des 1. FC Heidenheim. Er unterschrieb einen Leihvertrag, durch den er für die Verbandsligamannschaft spielberechtigt war. Fischer kam für den 1. FC Heidenheim II in den letzten sechs Saisonspielen zum Einsatz und erzielte dabei drei Tore.
Zur Saison 2011/12 wechselte Fischer – mit einem Zweijahresvertrag ausgestattet – zum FC Bayern München, für dessen 2. Mannschaft er unter dem Trainer Andries Jonker in der Regionalliga Süd aktiv war. Sein Debüt krönte er am 1. Spieltag am 8. August 2011 beim 2:2-Unentschieden im Auswärtsspiel gegen den 1. FC Nürnberg II mit seinem Führungstreffer zum 1:0 in der 3. Spielminute.
In der Sommerpause 2012 wechselte Fischer zum Drittligisten SpVgg Unterhaching. Er unterschrieb einen Zweijahresvertrag mit Option auf ein weiteres Jahr.
Da sich Fischer in Unterhaching nicht wie erhofft durchsetzen konnte, wechselte er in der Winterpause aus Unterhaching zur SG Sonnenhof Großaspach in die Regionalliga Südwest. Dort erhielt er einen Vertrag bis zum Sommer 2014, der dann um ein weiteres Jahr verlängert wurde. Mit Großaspach schaffte er den Aufstieg in die Dritte Liga.
In der Winterpause 2014/15 wechselte Fischer zum Ligakonkurrenten und Aufstiegsaspiranten Stuttgarter Kickers.
Nachdem er mit den Kickers in die Regionalliga abgestiegen war, verließ er den Verein im Sommer 2016. Anschließend schloss er sich dem FC 08 Homburg an.
Auch mit den Saarländern verfehlte Fischer den Klassenerhalt in der Regionalliga Südwest; daraufhin schloss er sich im Juli 2017 dem SSV Reutlingen 05 in der Oberliga Baden-Württemberg an. Dieser Vertrag wurde nach nur einem Monat aus privaten Gründen wieder aufgelöst. Im September 2017 verpflichtete ihn der Oberligist Tennis Borussia Berlin. Ende des Jahres löste er seinen Vertrag wieder auf.
2018 schloss er sich dem Futsal-Regionalligisten TSV Weilimdorf an und spielt damit in der höchsten deutschen Futsal-Liga um die deutsche Futsal-Meisterschaft. Parallel dazu tritt er für den GSV Maichingen in der Bezirksliga Böblingen/Calw an, der um den Wiederaufstieg in die in Württemberg siebtklassige Landesliga kämpft.
Mit dem TSV Weilimdorf gewann Fischer unter anderem mehrmals die deutsche Meisterschaft. Ab Saison 2021/22 spielt Fischer in der neugegründeten Futsal-Bundesliga.

### Nationalmannschaft
Fischer spielte unter anderem für die deutsche U-17-Nationalmannschaft. Mit dieser erreichte er bei der U-17-Europameisterschaft 2006 den vierten Platz und wurde mit fünf Toren gemeinsam mit Bojan Krkić und Tomáš Necid Torschützenkönig des Turniers.
Am 3. Dezember 2018 bestritt er außerdem sein erstes Länderspiel für die deutsche Futsalnationalmannschaft in Stuttgart. Dabei gewann die Mannschaft von Trainer Marcel Loosveld mit 2:1 gegen die Schweiz.

## Sonstiges
Mit der europäischen U18-Auswahl – gemeinsam mit Björn Kopplin und Marko Marin – gewann Fischer 2007 den UEFA-CAF Meridian Cup. Im Mini Estadi von Barcelona erzielte er am 27. Februar beim 6:1-Sieg Europas über Afrika zwei Tore, am 1. März, beim 4:0-Sieg an selber Stätte ein Tor.